# Avalon
För andra betydelser, se Avalon (olika betydelser).

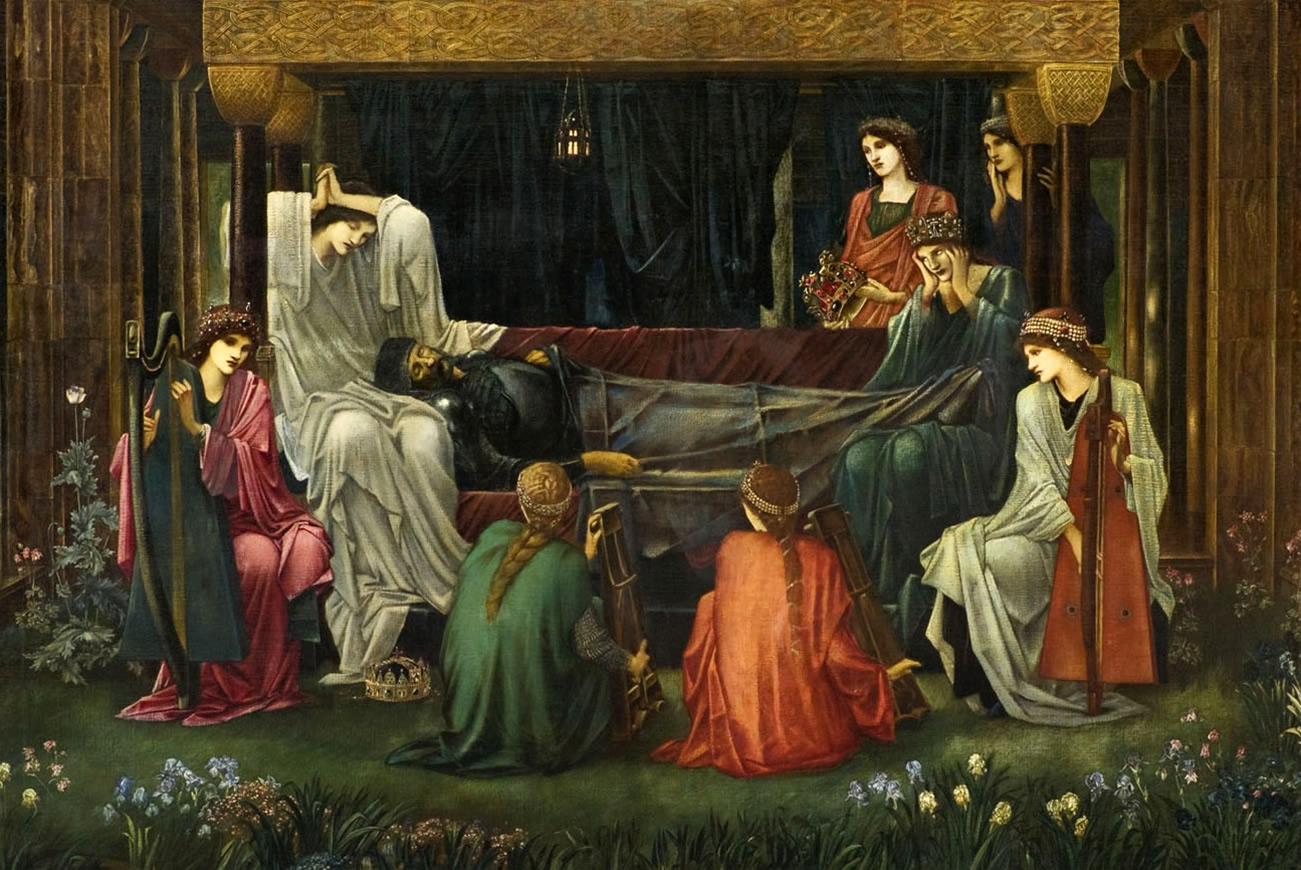
The Last Sleep of Arthur av Sir Edward Burne-Jones.

Avalon (kymriska Ynys Afallon, ”ynys” ö och afallon troligtvis besläktat med afal, äpple) är en mytisk plats i Britannien. Traditionen säger att det är en ö och att kulter och riter förekommit där i alla tider. En saga berättar att Josef från Arimataia besökte ön tillsammans med sin brorson, Jesus av Nasaret, när han var ung.
Platsen är invävd i legenderna om Kung Artur och han påstås vara begravd på ön, där han är försänkt i djup sömn för att kunna vakna i framtiden om nya faror hotar. Sagornas ursprung är mycket omdiskuterade, men troligt är i blandningen av gammal keltisk religion, kristnande och framträngande hedniska saxare har skapat märkliga motsättningar och hjältesagor.

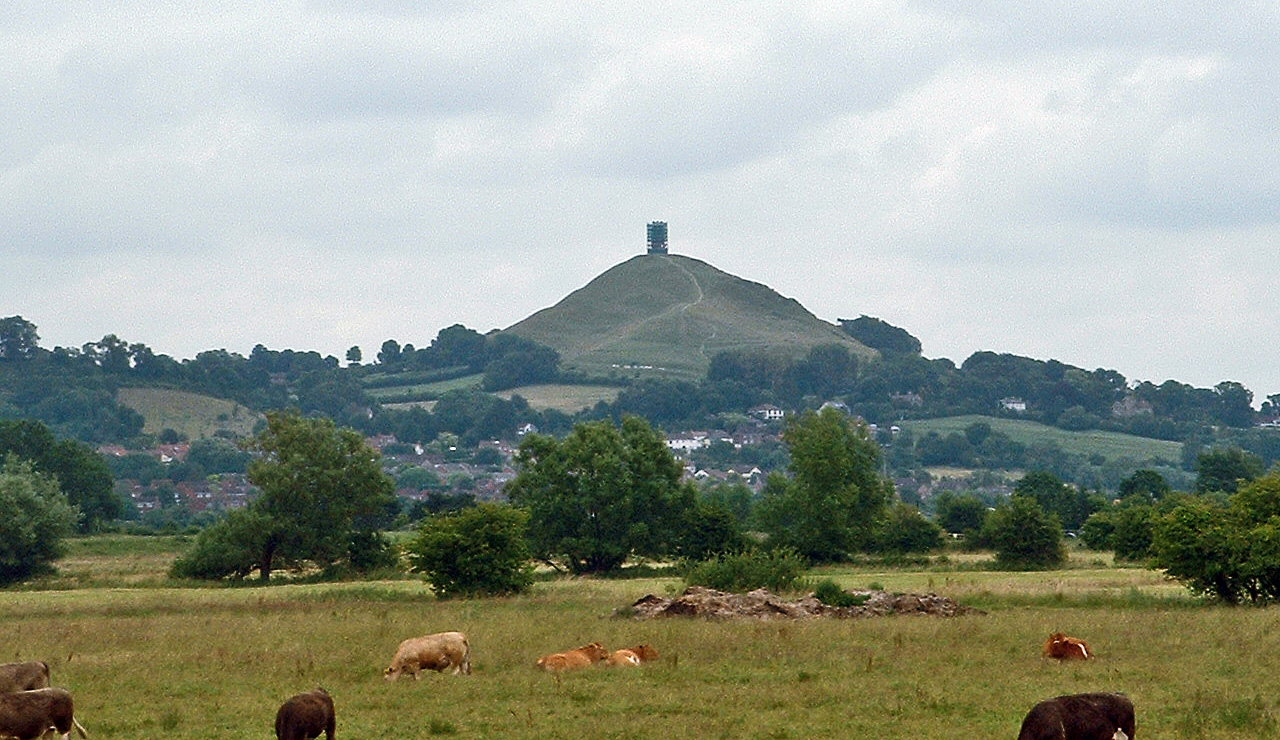
Glastonbury Tor.

Många hävdar att Avalon låg i Glastonbury. Där ligger nämligen Glastonbury Tor, en märklig geologisk skapelse – en mäktig kulle i ett annars låglänt landskap på Cornwallhalvön i sydvästra England. Där var tidigare våtmarker och ännu tidigare trängde havet dit med tidvattnet. I närheten ligger fler urgamla kultplatser som Stonehenge och Salisbury. Man har funnit rester av mycket gamla byggnader på kullen. En dalgång i närheten heter Vale of Avalon.
Boken Avalons dimmor - och filmen som bygger på denna - är förmodligen den mest kända återgivningen av Avalon-myten i vår tid. I Merlin (TV-serie) från Storbritannien använder man antagligen  drumlinen i Glastonbury som den plats där Kung Artur fick vila efter sin död.

### Allmänna källor
- Webbguide för Glastonbury på engelska